# Thio Gim Hock
Thio Gim Hock (ur. 11 marca 1938, zm. 3 kwietnia 2020) – singapurski piłkarz wodny, olimpijczyk.
W 1956 roku wystąpił wraz z drużyną na igrzyskach w Melbourne. Zagrał wyłącznie w jednym spotkaniu fazy grupowej przeciwko Niemcom. Singapurczycy przegrali wszystkie mecze i zajęli ostatnie 10. miejsce. Dwukrotny srebrny medalista igrzysk azjatyckich w latach 1958 i 1966. Zdobył również złoto Igrzysk Azji Południowo-Wschodniej 1967.
Był potentatem na singapurskim rynku nieruchomości – przez 12 lat dyrektor naczelny firmy deweloperskiej OUE (2007–2019). Zmarł w wieku niespełna 82 lat – jedną z przyczyn śmierci była niewydolność nerek. 
Jego żona Thio Su Mien oraz córka Thio Li Ann wykładały prawo na Narodowym Uniwersytecie Singapuru.